# Sapromyza takagii
Sapromyza takagii är en tvåvingeart som beskrevs av Elberg 1993. Sapromyza takagii ingår i släktet Sapromyza och familjen lövflugor. Inga underarter finns listade i Catalogue of Life.